# Boundiali
Boundiali este un oraș din Coasta de Fildeș.